# Mälarpirater (film, 1923)
Mälarpirater är en svensk film som hade biopremiär i Sverige den 22 oktober 1923 på biograf Regina i Gävle efter Sigfrid Siwertz roman Mälarpirater från 1911.

## Om filmen
Boken filmatiserades också 1959 i regi av Per G. Holmgren och 1987 i regi av Allan Edwall.

## Rollista i urval
- Einar Hanson - Georg Schalén, son till Karl Schalén
- Albert Christiansen - Erik, hans bror, 11 år
- Tom Walter - Fabian Scholke
- Nils Arehn - greven till Tollerö
- Inga Tidblad - Rose, hans dotter
- Georg Grönroos - borgmästare Konrad Schalén
- Tekla Sjöblom - fru Schalén
- Georg Blomstedt - laxhandlare Anakreon Vinquist
- Carl Browallius - Nicander
- Albert Ståhl - Scholke, sotarmästare, Fabians far
- Tyra Dörum - fru Scholke
- Justus Hagman - grevens hovmästare
- Josua Bengtson - fiskare

### Fotnoter
1. ↑  ”Mälarpirater”. Svensk filmdatabas. 22 oktober 1923. http://www.sfi.se/sv/svensk-filmdatabas/Item/?itemid=3552&type=MOVIE&iv=Shows. Läst 15 oktober 2016.